# Lenticela

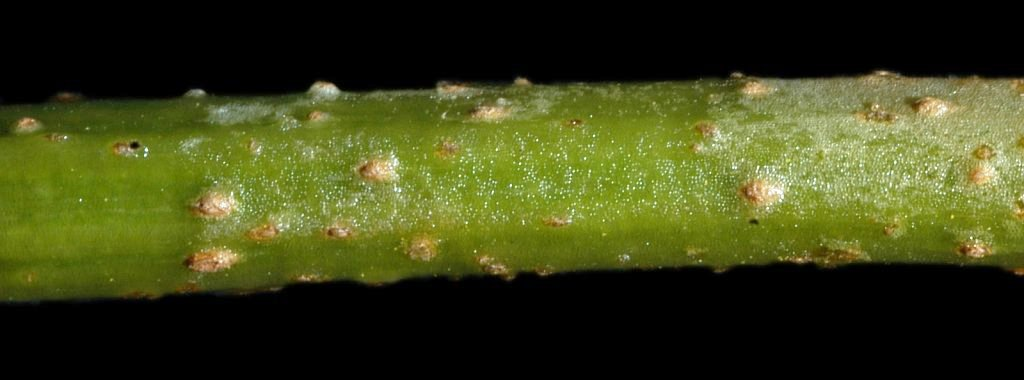
Lenticelas num caule jovem de Sambucus nigra.

Lenticelas são órgãos de arejamento, de formato poroso, encontrados nos caules, raízes e alguns frutos de plantas lenhosas, e que funcionalmente substituem os estômatos. São pequenos pontos de ruptura no tecido suberoso, que aparecem como orifícios na superfície do caule e fazem contato entre o meio ambiente e as células do parênquima. Quando observadas macroscopicamente, apresentam aparência de pequenas cicatrizes na região exterior do caule. Há um consenso de que as lenticelas auxiliam nas trocas gasosas, uma função que a periderme não poderia realizar pelo acúmulo de suberina. Lenticelas são produzidas no caule de algumas espécies se o solo é repentinamente alagado, sendo comum em manguezais, na mata de igapó e florestas de várzea.
As lenticelas iniciam sua formação durante o desenvolvimento da primeira periderme, que é o tecido de revestimento do corpo secundário da planta.
Ocorrem especialmente em certos caules, sob a forma de pequenas fendas no tecido suberificado.
Sob essas fendas há células também suberificadas e células de preenchimento (parênquima) com grandes espaços entre elas.
Isto garante a troca de gases entre a planta e o meio.